# Bosna (raný středověk)
Bosna (srbochorvatsky Βοσωνα, Bosona, bosensky Bosna) byla od raného po vrcholný středověk státní útvar formálně podřízený Byzantské říši. Původně to byla byzantská provincie, nad kterou císařství ztratilo kontrolu. V 8. nebo 9. století vznikl státní celek spravovaný jako knížectví, nejprve mu vládl kníže, později bán.

## Historie
V 6. století se objevuje první zmínka o Slovanech na území bývalé provincie Ilyria. Ti začali postupně vytlačovat původní obyvatelstvo a zabírat byzantské území; Cařihrad proti jejich postupu však nezasáhl, neboť Slované byli mnohem početnější.

Územní vývoj Bosny (původní Bosna nejtmavší, banát světlejší až po království nejsvětlejší)

V roce 1136 vpadl do Bosny uherský král Béla II., který pak užíval titul Rex Ramae (král Ramy). V uherské tradici se pro označení Bosny začalo užívat pojmenování Rama, byť se jednalo o nevelké území kolem řeky Ramy a jeho podřízenost Uhrám nelze hodnověrně doložit. Bélův syn Ladislav II. používal titul Dux Ramae (vévoda Ramy).
Banát vznikl roku 1154 dosazením prvního bána Boriće jako vládce Bosny podřízeného Uhrám. Do té doby byla Bosna součástí Byzantské říše, a to ve formě jakési formální provincie.